# Sherlock Holmes und Dr. Watson
Sherlock Holmes und Dr. Watson (russisch Шерлок Холмс и доктор Ватсон, Scherlok Cholms i doktor Watson) ist der erste Teil der fünfteiligen sowjetischen Fernsehfilmreihe „Die Abenteuer von Sherlock Holmes und Dr. Watson“, der 1980 herauskam. Der Fernsehfilm besteht aus zwei Folgen (Teil 1: „Die Bekanntschaft“, russ.: «Знакомство», Teil 2: „Die blutige Inschrift“, russ.: «Кровавая надпись»). Der Film basiert auf dem Roman Eine Studie in Scharlachrot und auf der Erzählung Das gefleckte Band aus der Sherlock-Holmes-Reihe von Arthur Conan Doyle. Ferner sind einige Elemente aus dem Roman Das Zeichen der Vier und anderen Erzählungen eingeflossen.

## Handlung

### Die Bekanntschaft
Dr. Watson (Witali Solomin) kehrt nach seiner Demobilisierung aus Afghanistan nach Großbritannien zurück. Sein alter Freund, Mr. Stamford (Gennadi Bogatschow) schlägt ihm vor, ein Zimmer in der Wohnung an Baker Street 221b zu mieten, die von einer alten Dame namens Mrs. Hudson (Rina Seljonaja) vermietet wird. Das zweite Zimmer dieser Wohnung wird bereits vermietet, an einen Mr. Sherlock Holmes. Stamford schlägt vor, die Miete für die Wohnung zu teilen.
Der erste Eindruck von der Bekanntschaft mit Holmes (Wassili Liwanow) ist seltsam. Holmes führt chemische Versuche mit Blut durch, spielt Violine, hat Expertenwissen über Zigarrenasche, Beschaffenheit von Londons Dreck sowie über Kriminalrecht – dafür weiß er die allgemeinsten Dinge nicht (zum Beispiel, dass sich die Erde um die Sonne dreht), liest keine Belletristik, Geschichte und Philosophie. Dabei wird Holmes immer wieder von sehr merkwürdigen Besuchern aufgesucht, und die Fotos an seinem Tisch zeigen Personen von abscheulicher Hässlichkeit. Dr. Watson hegt den Verdacht, dass Holmes dem organisierten Verbrechen angehört.
Nachdem Watson und Holmes sich während eines gemeinsamen Boxkampfes aussprechen, wird Watsons Verdacht entkräftet: Sherlock Holmes stellt sich als Privatdetektiv heraus.
Bald darauf muss Holmes den „Fall vom gefleckten Band“ untersuchen. Eine gewisse Helen Stoner (Maria Solomina) sucht ihn auf und erzählt, dass sie Angst um ihr Leben hat. Vor zwei Jahren sei ihre Zwillingsschwester unter mysteriösen Umständen einige Tage vor ihrer Hochzeit gestorben, und nun hat Helen Angst, dass ihr das Gleiche widerfährt.
Helen und Julia lebten ohne Mutter mit ihrem Stiefvater, Dr. Grimbsy Roylott (Fjodor Odinokow) in einem Anwesen unweit von London. Helen erzählt, dass Julia nachts ein seltsames Klopfen vernommen hatte und eines Nachts einen schrecklichen Schrei ausstieß und verstarb. Kurz vor ihrem Tod erwähnte sie ein geflecktes Band. Nun hat auch Helen vor, zu heiraten. Wegen einer plötzlichen Reparaturarbeit im Haus muss sie nun im selben Zimmer wohnen, in dem ihre Schwester lebte. Nun vernimmt auch sie ein merkwürdiges nächtliches Klopfen und ist dadurch alarmiert.
Holmes möchte das Haus in Abwesenheit des Stiefvaters untersuchen, und Helen erzählt, dass ihr Stiefvater am nächsten Abend nicht da sein werde. Nach dem Abgang von Miss Stoner werden Holmes und Watson von Dr. Roylott aufgesucht, der ihn bedroht und dabei seine immense körperliche Kraft demonstriert. Holmes und Watson reisen am nächsten Abend heimlich an und übernachten in Helens Zimmer. Sie entdecken eine Schlange, die durch eine Lüftungsöffnung ins Zimmer kriecht. Nachdem Holmes sie mit einem Stock schlägt, kriecht die Schlange ins benachbarte Zimmer des Stiefvaters und beißt ihren Herrn, Dr. Roylott. Wie sich herausstellt, wäre es für diesen unvorteilhaft gewesen, wenn seine Stieftöchter heiraten, denn dann würden sie einen Teil der Erbschaft ihrer verstorbenen Mutter bekommen. Deswegen war Roylotts Plan, sich der Stieftöchter durch eine Giftschlange zu entledigen.

### Die blutige Inschrift
Holmes bekommt eine Nachricht von Inspector Gregson (Igor Dmitrijew) über einen seltsamen Fall im verlassenen Haus an der Brixton Road. Dort wurde die Leiche eines älteren Amerikaners ohne Spuren von Gewalteinwirkung gefunden; an der Wand wurde mit Blut das englische Wort „Revenge“ (dt.: Rache) geschrieben. Untersucht wird der Fall von Inspector Lestrade (Boryslaw Brondukow). Einige Zeit später wird in einem Hotel ein anderer Amerikaner tot aufgefunden – Joseph Stangerson (Viktor Aristow), der des ersten Mordes verdächtigt wurde; auf der Wand stand wieder „Revenge“ in Blut. Holmes findet den echten Mörder. Das ist der Amerikaner Jefferson Hope (Nikolai Karatschenzow), der Rache an zwei Mitgliedern der Mormonen-Sekte übte, weil sie seine Braut und ihren Vater, Lucy und John Ferrier, ermordeten. Als Mordwaffe bietet er den beiden Mormonen an, eine von zwei Pillen einzunehmen, er selbst nahm die andere. Eine der Pillen war harmlos, die andere enthielt ein starkes Gift. Der erste Amerikaner, Enoch Drebber (Adolf Iljin) verschluckte die giftige Pille und starb; der zweite Amerikaner weigerte sich und versuchte, Widerstand zu leisen, deswegen wurde er mit einem Messer getötet. Hope wird verhaftet, stirbt jedoch kurz darauf an seinem Aortenaneurysma. Den Ruhm durch die Lösung dieses Falls bekommt Inspector Lestrade. Watson ist darüber tief verärgert und beschließt, Holmes’ Biograph zu werden.

## Darsteller
Hauptdarsteller
- Wassili Liwanow – Sherlock Holmes
- Witali Solomin – Dr. Watson
- Rina Seljonaja – Mrs. Hudson
- Boryslaw Brondukow – Inspector Lestrade (gesprochen von Igor Jefimow)

Die Bekanntschaft
- Gennadi Bogatschew – Stamford
- Maria Solomina – Helen Stoner, Julia Stoner
- Fjodor Odinokow – Dr. Roylott (gesprochen von Igor Jefimow)

Die blutige Inschrift
- Igor Dmitrijew – Inspector Gregson
- Nikolai Karatschenzow – Jefferson Hope
- Adolf Iljin – Enoch Drebber
- Wiktor Aristow – Joseph Stangerson
- Oleg Chromenkow – Bote
- Witali Baganow – Constable Rance
- Ljubow Tischtschenko – falsche Witwe
- Igor Okrepilow

## Filmcrew
- Drehbuch: Juli Dunski, Waleri Frid
- Regie: Igor Maslennikow
- Kamera: Juri Weksler
- Ausstattung: Mark Kaplan
- Musik: Wladimir Daschkewitsch
- Tonregie: Boris Andrejew

## Interessante Fakten
- Baker Street (Riga, Jauniela-Straße, 22) und alle Naturaufnahmen im ersten Film wurden in Lettland gedreht, mit Ausnahme des Hauses an der Brixton Road (wo Drebber getötet wurde).[1] Dieses wurde in Leningrad gefilmt, und zwar ist es das Landhaus der Fürstin Saltykowa, Tochter des Generalleutnants Pawel Alexandrowitsch Stroganow (St. Petersburg, Uliza Akademika Krylowa, 4).
- Während des Drehs stießen die Filmemacher auf einen grundsätzlichen Fehler von Conan Doyle. In der Erzählung kroch die Schlange durch ein Belüftungsloch ins Zimmer und dann an einer Klingelschnur herunter und wieder herauf. Tatsächlich können aber Schlangen nicht an hängenden Seilen kriechen, sie brauchen festen Grund. Deswegen konnte man die Schlange, die an einem Seil kriecht, nicht drehen – man sieht nur, wie sie ihren Kopf aus dem Belüftungsloch ausstreckt.[2] Außerdem ruft Roylott die Schlange nicht nur durch Pfeifen (wie im Buch) – denn die Schlange kann kein Pfeifen hören – sondern auch durch ein Klopfen, das Vibrationen erzeugt (was auch durch Filmdialoge erläutert wird).
- Die neuseeländische Münzprägeanstalt hat 2007 für die Cookinseln anlässlich des 120. Holmes-Jubiläums eine Sonderserie von zwei-Dollar-Silbermünzen herausgegeben, die den Erzählungen über Sherlock Holmes gewidmet sind. Auf dem Avers werden Standbilder aus der russischen Verfilmung verwendet.[3]
- Im Text des Romans „Eine Studie in Scharlachrot“ errät Holmes bei seiner ersten Begegnung mit Watson, dass dieser gerade aus Afghanistan zurückgekehrt ist. Allerdings wurde beim Synchronisieren des Films das Wort „Afghanistan“ durch „Osten“ ersetzt – wegen des sowjetisch-afghanischen Krieges (1979–1989). Dennoch kann man an den Lippenbewegungen Liwanows deutlich „Afghanistan“ ablesen.
- In Conan Doyles Roman „A Study in Scarlet“ (dt.: „Eine Studie in Scharlachrot“) ist an der Wand gerade nicht das englische „Revenge“ zu lesen, sondern die Buchstaben „Rach“, was zu Spekulationen darüber führt, ob der englische Vorname „Rach-el“ gemeint sein könnte oder, wie der Goethe-Liebhaber und des Deutschen mächtige Holmes mutmaßt, das deutsche (!) Wort „Rach-e“.
- Im Teil „Die blutige Inschrift“ spielen Holmes und Watson gemeinsam Schach. Die ersten acht Züge kann man deutlich sehen. Ein aufmerksamer Schachspieler erkennt, dass die Schauspieler nicht einfach so die Figuren herumschieben, sondern eine bekannte Eröffnung, und zwar das »Zweispringerspiel im Nachzuge« ausspielen (1.е2-е4 е7-е5 2.Sg1-f3 Sb8-c6 3.Lf1-c4 Sg8-f6 4.Sf3-g5 d7-d5 5.e4xd5 Sc6-a5 6.Lc4-b5 c7-c6 7.d5xc6 b7xc6 8.Lb5-e2 h7-h6). Später im Film ist die Anordnung der Figuren eine andere, die nichts mehr mit dieser Eröffnung zu tun hat.
- Für die Darstellung des Sherlock Holmes erhielt Wassili Liwanow den Order of the British Empire.

## Auf DVD
Eine Restaurierung der Filme für die DVD-Auswertung wurde von zwei Unternehmen unabhängig voneinander durchgeführt: das russische Label „Twister“ und die Mosfilm-Tochter „Krupny Plan“. „Twister“ brachte alle fünf Sherlock-Holmes-Filme von Igor Maslennikow zwischen 2000 und 2004 auf DVD heraus, teilweise mit Bonusmaterial. Die „Krupny Plan“ Veröffentlichung erfolgte 2007, jedoch ist die Restaurierung durch Twister qualitativ besser.
Die DVD von „Twister“ enthält russischen Ton in Dolby Digital 5.1 sowie russische und englische Untertitel. Als Bonus gibt es Textinfos sowie Interviews mit Regisseur Igor Maslennikow (17 Minuten), Schauspieler Wassili Liwanow (18 Minuten) und Komponist Wladimir Daschkewitsch (27 Minuten).
Die „Krupny Plan“ DVD enthält keinen Bonusmaterial und nur russische Untertitel; dort ist zusätzlich zum 5.1 Remix auch der russische Original-Monoton enthalten.
Beide DVD-Ausgaben des Zweiteilers tragen den Titel „Sherlock Holmes und Dr. Watson: Rot auf weiß“ (Шерлок Холмс и доктор Ватсон: Красным по белому) auf dem Cover. Dieser Titel wird im Film selbst nicht benutzt.